# Copris davisoni
Copris davisoni är en skalbaggsart som beskrevs av Waterhouse 1891. Copris davisoni ingår i släktet Copris och familjen bladhorningar. Inga underarter finns listade i Catalogue of Life.